# Microregione di Nova Andradina
Nova Andradina è una microregione dello Stato del Mato Grosso do Sul in Brasile, appartenente alla mesoregione di Leste de Mato Grosso do Sul.
È una suddivisione creata puramente per fini statistici, pertanto non è un'entità politica o amministrativa.

## Comuni
Comprende 5 comuni:
- Anaurilândia;
- Bataguassu;
- Batayporã;
- Nova Andradina;
- Taquarussu